# Efecto Wallace

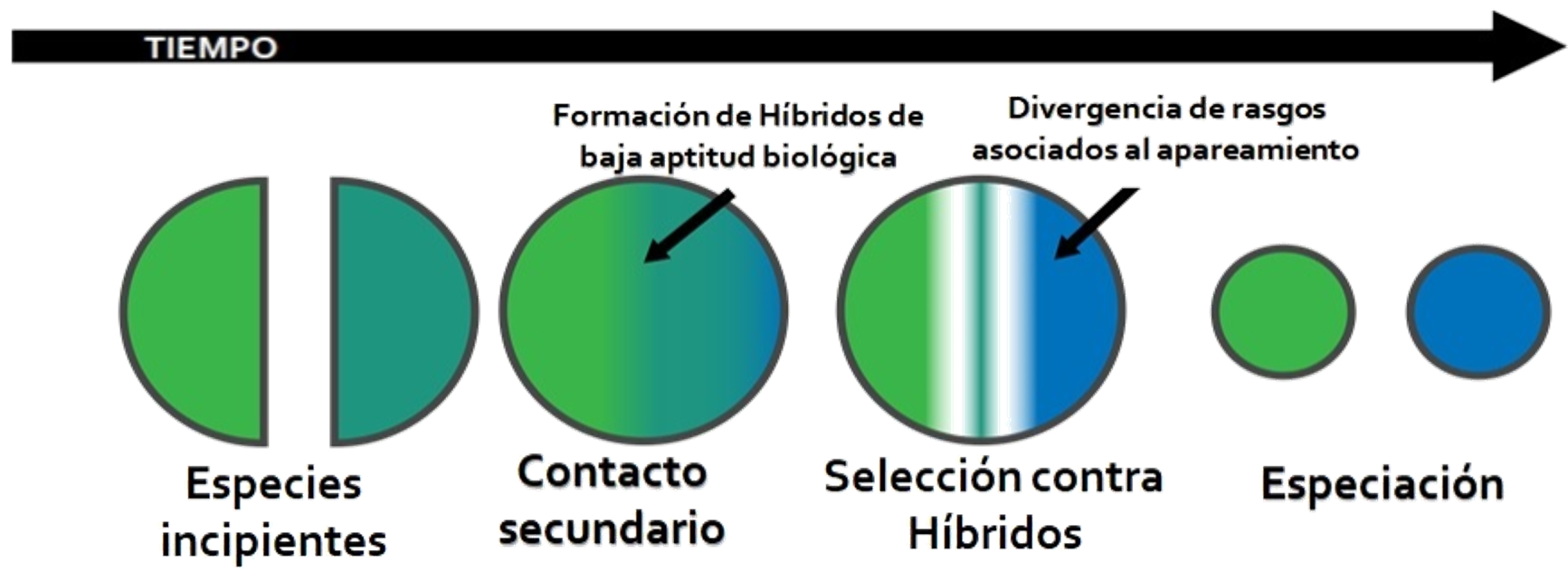
El refuerzo ayuda a la especiación seleccionando contra híbridos tras el contacto secundario de dos poblaciones separadas de una especie

En biología, el efecto Wallace es la hipótesis de que la selección natural puede contribuir al aislamiento reproductivo de especies incipientes a través de la selección de mecanismos de aislamiento reproductivo o barreras a la hibridación. 

## Historia
En 1889, Alfred Russel Wallace escribió el libro Darwinism, el cual explicaba y defendía la selección natural. En esta obra él propuso que la selección natural podría causar el aislamiento reproductivo de dos poblaciones a través del desarrollo de mecanismos de aislamiento y, por ende, podría contribuir al desarrollo de nuevas especies.
Wallace sugirió el siguiente escenario: cuando dos variedades de una misma especie han divergido hasta cierto punto, cada una adaptada a determinadas condiciones particulares, la descendencia híbrida estaría menos adaptada que cualquiera de las formas parentales. En ese punto, la selección natural tendería a eliminar a los híbridos. Bajo tales condiciones, la selección favorecería el desarrollo de barreras a la hibridación, ya que los individuos que no participaran en los apareamientos o cruzamientos híbridos tenderían a dejar más descendencia y, por ende, estarían más adaptados. Este proceso contribuiría al aislamiento reproductivo de dos especies incipientes.

## Estado actual
Actualmente el efecto Wallace también se conoce como "refuerzo" o "desventaja de los heterocigotas" y continúa siendo un tema de investigación en biología evolutiva ya que es potencialmente importante como un factor en la especiación, especialmente en la especiación simpátrica. Su validez se halla sustentada por modelos matemáticos y, recientemente, por datos empíricos sobre la evolución de diferentes momentos de floración como un mecanismo de aislamiento reproductivo, como así también en la selección sexual en aves del género Ficedula .